# Živáky
Živáky je živé album české punk-rockové kapely Totální nasazení, které bylo vydané v roce 1999 na audiokazety a v roce 2006 na CD. Nahráno bylo v pražském klubu Prosek. Na albu se nachází 19 písní.

## Seznam skladeb
| Pořadí | Název               | Hudba          | Text                          | Délka |
| ------ | ------------------- | -------------- | ----------------------------- | ----- |
| 1.     | Jazykolam           | Svatopluk Šváb | Pavel Pešata                  | 2:27  |
| 2.     | Protidavová         | Martin Janda   | Martin Janda                  | 2:48  |
| 3.     | Bätmäni             | Svatopluk Šváb | Svatopluk Šváb                | 2:30  |
| 4.     | Kanálník            | Svatopluk Šváb | Svatopluk Šváb, Miroslav Šváb | 2:51  |
| 5.     | Balada o zapomínání | Pavel Pešata   | Pavel Pešata                  | 1:37  |
| 6.     | Strach              | Pavel Pešata   | Pavel Pešata                  | 3:27  |
| 7.     | Bohatým             | Pavel Pešata   | Pavel Pešata                  | 2:26  |
| 8.     | Stínohry            | Svatopluk Šváb | Pavel Pospíšil                | 3:05  |
| 9.     | Apatie              | Martin Janda   | Martin Janda                  | 2:43  |
| 10.    | Hegeš               | Svatopluk Šváb | Svatopluk Šváb                | 3:49  |
| 11.    | Tichá voda          | Svatopluk Šváb | Viktor Čížek                  | 3:18  |
| 12.    | Otrokáři            | Svatopluk Šváb | Svatopluk Šváb                | 2:51  |
| 13.    | Dezertér            | Svatopluk Šváb | Svatopluk Šváb                | 1:47  |
| 14.    | Kdo je J.K.         | Svatopluk Šváb | Svatopluk Šváb, Tradicional   | 1:05  |
| 15.    | Pocta třetí době    | Svatopluk Šváb | Pavel Pospíšil                | 2:27  |
| 16.    | Lety                | Pavel Pešata   | Pavel Pešata                  | 3:10  |
| 17.    | Pocta první době    | Svatopluk Šváb | Pavel Pospíšil                | 4:03  |
| 18.    | Lebka v hajzlu      | Svatopluk Šváb | Svatopluk Šváb                | 1:45  |
| 19.    | Černobílý svět      | Svatopluk Šváb | Svatopluk Šváb                | 2:58  |